# Aneflomorpha brevipila
Aneflomorpha brevipila là một loài bọ cánh cứng trong họ Cerambycidae.